# Ембет Девідц
Ембет Джин Девідц (англ. Embeth Jean Davidtz, 11 серпня 1965, Лафаєтт, штат Індіана)  — американсько-південноафриканська акторка. Серед її ролей на екрані такі фільми, як «Армія темряви», «Список Шиндлера», «Матильда», «Той, що занепав», «Менсфілд-парк», «Двохсотрічна людина» , «Щоденник Бріджит Джонс», «Червневий жучок», «Перелом», «Дівчина з татуюванням дракона», «Дивовижна людина-павук», «Дивовижна людина-павук»2. «Час», та «Не добре», а також телесеріали «На лікуванні», «Секс і Каліфорнія», «Божевільні», «Рей Донован» і «Ранкове шоу». Також зіграла гостьову роль в «Анатомії Грей» в ролі сестри доктора Дерека Шеферда Ненсі Шеперд.

## Раннє життя
Народилася в Лафаєтті, штат Індіана, у сім'ї південноафриканців Джона та Джин, її батько вивчав хімічну інженерію в університеті Пердью. Пізніше сім'я переїхала до Трентона, Нью-Джерсі, а потім до Південної Африки, коли Ембет було дев'ять років. Девідц має голландське, англійське та французьке походження. Їй довелося вивчити африкаанс перед відвідуванням шкільних занять у Південній Африці, де її батько обійняв посаду викладача в Університеті Потчефструма. Девідц закінчила середню школу Глена в Преторії в 1983 році та навчалася в Університеті Родса в Гремстауні.

## Дебют кар'єри
Девідц дебютувала як акторка у 21 рік у CAPAB (Cape Performing Arts Board, нині відома як Artscape) у Кейптауні, зігравши Джульєтту в сценічній постановці «Ромео і Джульєтта» в Театрі просто неба Мейнардвіля. Виступаючи англійською та африкаанс, вона також зіграла головні ролі в інших місцевих п’єсах, зокрема Stille Nag (Silent Night) і A Chain of Voices, обидві заслужили її номінацію на південноафриканський еквівалент премії Тоні.
В кіно дебютувала в 1988 році з невеликою роллю в американському фільмі жахів «Мутатор», знятому в Південній Африці. Незабаром після цього отримала більшу роль у південноафриканському короткометражному телефільмі «Приватне життя» як дочка міжрасової пари. Девідц отримала нагороду DALRO за найкращу жіночу роль другого плану за свою роботу в п’єсі 1990 року «Худ-ден-бек». За цю ж п'єсу вона була номінована в 1991 році на премію Естер Рус за найкращу жіночу роль другого плану у фільмі на африкаанс. Стівен Спілберг звернув увагу на її гру в південноафриканському фільмі 1992 року «Ніч на дев'ятнадцяте» і запропонував їй роль Гелен Гірш у «Списку Шиндлера».

## Голлівудська кар'єра
У 1991 році Девідц зіграла Шейлу у фільмі Сема Реймі «Армія темряви» разом із Брюсом Кемпбеллом у ролі Еша Вільямса. Третій фільм у франшизі «Зловісні мерці» став культовою класикою.
У 1993 році Девідц зіграла Гелен Гірш у фільмі Стівена Спілберга «Список Шиндлера».
У 1995 році Девідц зіграла центральну роль у заснованому на фактах фільмі «Убивство першого ступеня» та «Свято липня» Merchant Ivory Productions.
У фільмі «Матильда» (1996) вона втілила міс Гані, вчительку першого класу головної героїні.
У 1998 році Девідц зіграла богословку, яка допомагає Дензелу Вашингтону подолати надприродну хвилю злочинів у містичній драмі «Той, що занепав» і фатальну жінку, пов’язану з Кеннетом Брана у «Лісовику» Роберта Альтмана. Наступного року Девідц зіграла жінку 19 століття в інтерпретації Патрицією Роземою комедії Джейн Остін «Менсфілдський парк» і зіграла подвійну роль проти Робіна Вільямса у футуристичній стрічці «Двохсотлітня людина».
У ролі другого плану у фільмі «Щоденник Бріджит Джонс» 2001 року Девідц зіграла Наташу, колегу та одну з коханих Марка Дарсі (Колін Ферт). Того року вона почала зніматися в драмі CBS «Громадянин Бейнс», граючи доньку переможеного члена Сенату Сполучених Штатів (Джеймс Кромвель), яка сама схиляється до політичної кар’єри. Інші ролі включали трилери, такі як «Тринадцять привидів» 2001 року разом із Тоні Шалубом. У 2002 році вона з'явилася в драмі Майкла Гоффмана «Імператорський клуб».

## Фільмографія
| Рік  | Назва                           | Оригінальна назва                  | Роль                                       | Примітки                                                                 |
| ---- | ------------------------------- | ---------------------------------- | ------------------------------------------ | ------------------------------------------------------------------------ |
| 1992 | Армія темряви                   | Army of Darkness                   | Шейла                                      | Премія Fangoria Chainsaw за найкращу жіночу роль другого плану           |
| 1993 | Список Шиндлера                 | Schindler's List                   | Гелен Гірш                                 |                                                                          |
| 1995 | Убивство першого ступеня        | Murder in the First                | Мері Маккаслін                             |                                                                          |
| 1995 | Свято липня                     | Feast of July                      | Белла Форд                                 |                                                                          |
| 1996 | Матильда                        | Matilda                            | Міс Дженніфер Гані                         |                                                                          |
| 1998 | Той, що занепав                 | Fallen                             | Гретта Мілано                              |                                                                          |
| 1998 | Лісовик                         | The Gingerbread Man                | Меллорі Досс                               |                                                                          |
| 1999 | Симон Волхв                     | Simon Magus                        | Лія                                        |                                                                          |
| 1999 | Менсфілд Парк                   | Mansfield Park                     | Мері Кроуфорд                              |                                                                          |
| 1999 | Двохсотлітня людина             | Bicentennial Man                   | «Маленька міс» Аманда Мартін / Порша Чарні | Номінація – Blockbuster Entertainment Award за улюблену актрису, комедія |
| 2001 | Щоденник Бріджит Джонс          | Bridget Jones's Diary              | Наташа Гленвіль                            |                                                                          |
| 2001 | Яма                             | The Hole                           | Доктор Філіппа Горвуд                      |                                                                          |
| 2001 | Тринадцять привидів             | Thir13en Ghosts                    | Калина Ореція                              |                                                                          |
| 2002 | Імператорський клуб             | The Emperor's Club                 | Єлизавета                                  |                                                                          |
| 2005 | Червневий жук                   | Junebug                            | Мадлен Джонстен                            |                                                                          |
| 2007 | Перелом                         | Fracture                           | Дженніфер Кроуфорд                         |                                                                          |
| 2008 | Крилаті створіння               | Winged Creatures                   | Джоан Ларабі                               |                                                                          |
| 2010 | 3 задні двори                   | 3 Backyards                        | Акторка                                    |                                                                          |
| 2011 | Дівчина з татуюванням дракона   | The Girl with the Dragon Tattoo    | Анніка Джанніні                            |                                                                          |
| 2012 | Неймовірна людина-павук         | The Amazing Spider-Man             | Мері Паркер                                |                                                                          |
| 2013 | Параноя                         | Paranoia                           | Доктор Джудіт Болтон                       |                                                                          |
| 2013 | Європа                          | Europa Report                      | Доктор Саманта Ангер                       |                                                                          |
| 2013 | Чудо-сходження: Південна Африка | Miracle Rising: South Africa       | Камео                                      |                                                                          |
| 2014 | Дивовижна Людина-павук 2        | The Amazing Spider-Man 2           | Мері Паркер                                |                                                                          |
| 2021 | Час                             | Old                                | Доросла Меддокс Каппа                      |                                                                          |
| 2022 | Не добре                        | Not Okay                           | Джудіт Сандерс                             |                                                                          |
| 2023 | Відплата: Дорога помсти         | Retribution                        | Гізер Тернер                               |                                                                          |
| 2024 |                                 | Don't Let's Go to the Dogs Tonight | Нікола Фуллер                              | режисерський дебют                                                       |